# .as
.as is het achtervoegsel van domeinnamen in Amerikaans-Samoa. .as-domeinnamen worden uitgegeven door AS Domain Registry, dat verantwoordelijk is voor het topleveldomein 'as'.